# Verfassung der Italienischen Republik

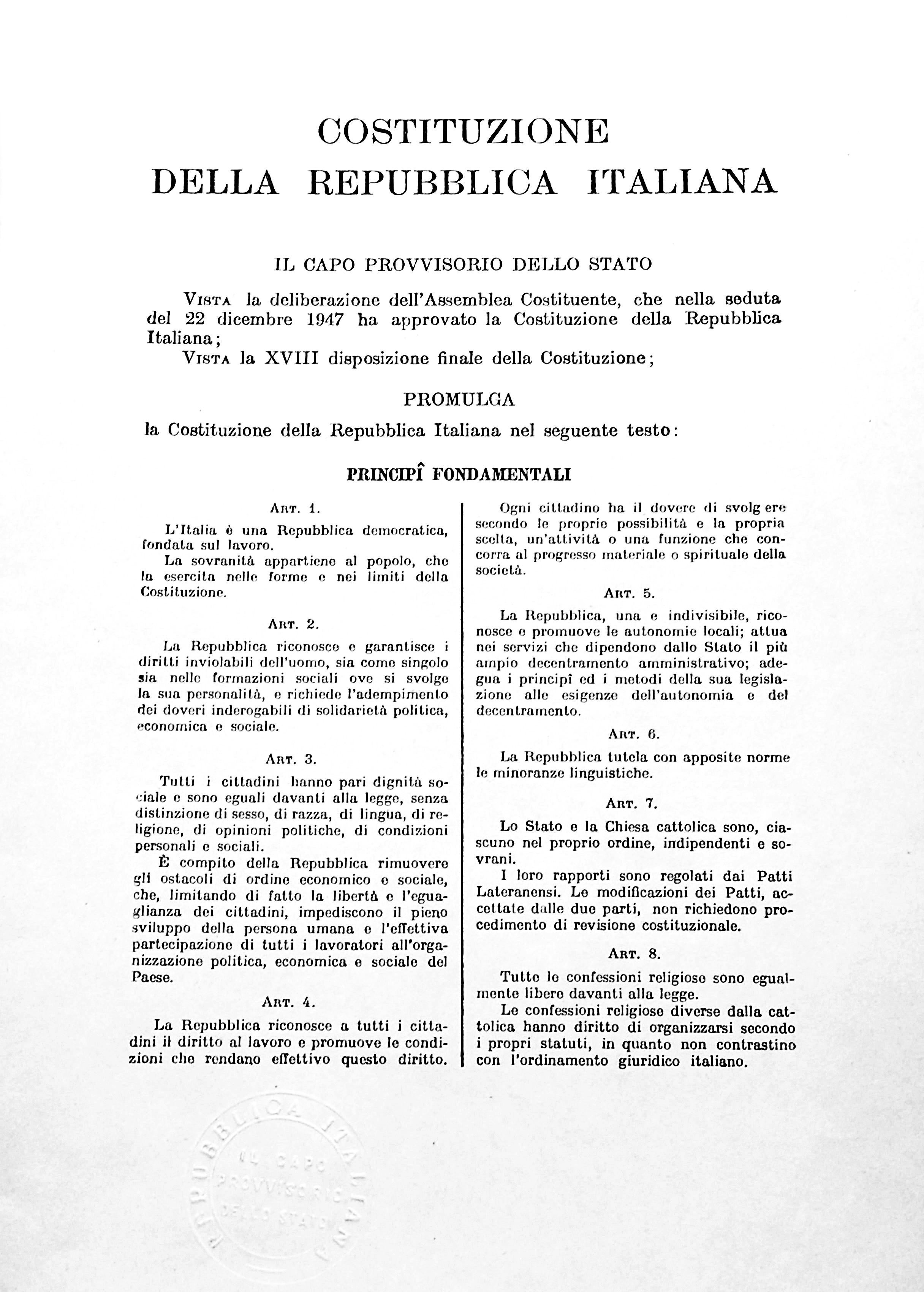
Eines der drei Originale der Verfassung der Italienischen Republik, aufbewahrt im historischen Archiv der Präsidentschaft der Republik

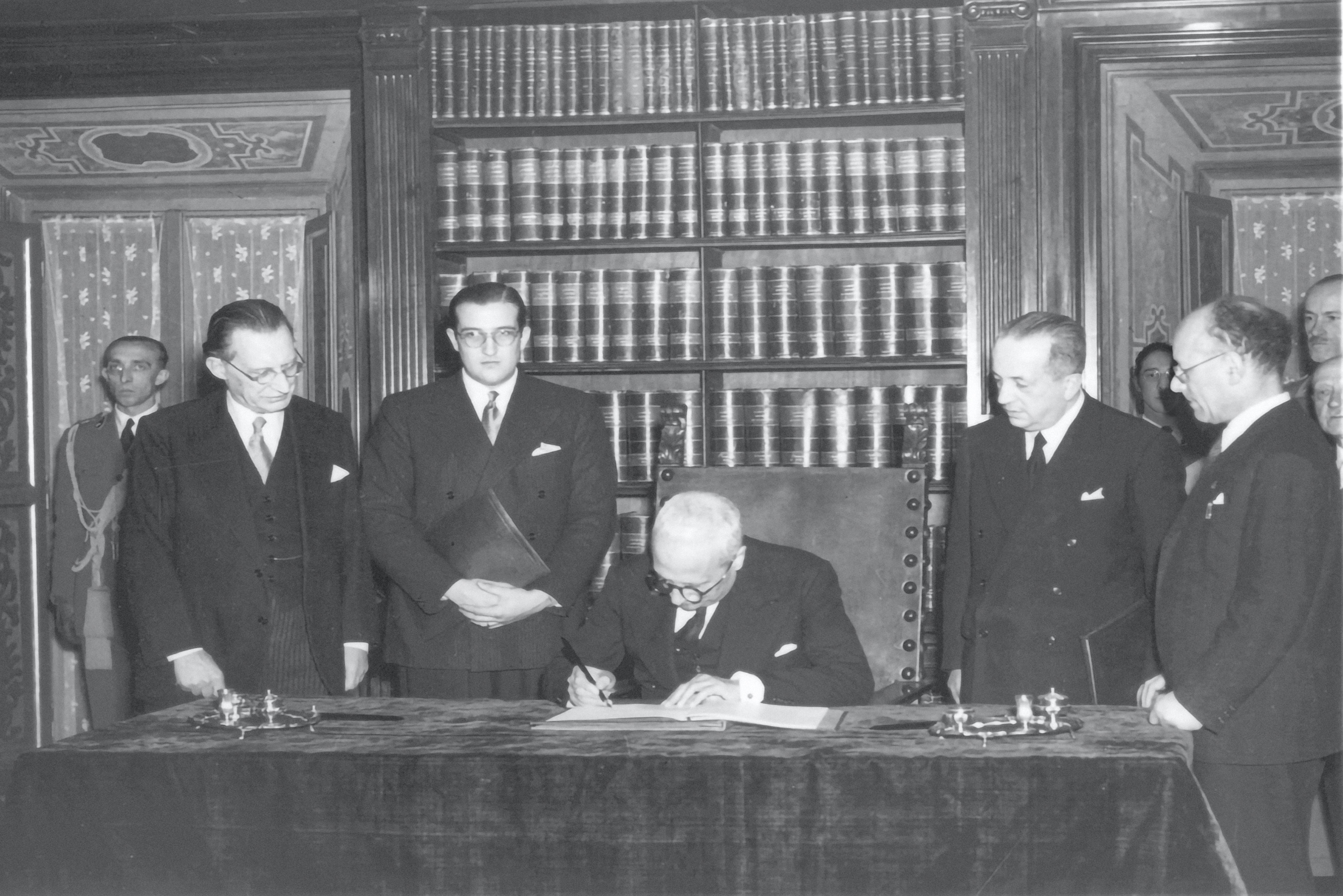
Ausfertigung der Verfassung am 27. Dezember 1947 im Palazzo Giustiniani

Die Verfassung der Italienischen Republik, italienisch Costituzione della Repubblica Italiana, ist die geltende Verfassung der Italienischen Republik. Sie bestimmt die rechtliche und politische Grundordnung Italiens als Republik und repräsentativer Demokratie mit parlamentarischem Regierungssystem und bildet die Grundsätze ihrer Rechtsordnung.
Sie ist die erste wirkliche Verfassung des italienischen Staates, in dem Sinne, als dass sie nun eine allen anderen Rechtsquellen übergeordnete Rangstufe bildet. Rechtsquellen auf dieser Ebene werden in der italienischen Rechtslehre, welche dieses Konzept erst seit 1948 innehat, als superprimäre Quelle (italienisch fonte superprimaria) bezeichnet. Niederrangige Normen können nur insoweit bestehen, als sie mit ihr im Einklang stehen. Durch die Wahl der Verfassungsgebenden Versammlung (italienisch Assemblea costituente) im Jahr 1946 und dem gleichzeitigen Referendum zu Italiens Staatsform ist sie umfassend demokratisch legitimiert.
Der zentrale Verfassungstext wurde von der Verfassunggebenden Versammlung während des Jahres 1947 ausgearbeitet. Die Beratungen standen unter dem Eindruck der vorhergehenden, mehr als zwanzigjährigen faschistischen Diktatur sowie des gerade beendeten Zweiten Weltkrieges, welcher auch in Italien größere Verwüstungen erzeugt hatte. Das Ergebnis, ein Kompromiss zwischen den in der Versammlung vertretenen widerstreitenden politischen Bewegungen, wurde am 22. Dezember 1947 verabschiedet und am folgenden 27. Dezember ausgefertigt und verkündet. Sie trat am 1. Januar 1948 in Kraft und bildet die Verfassung im engeren Sinn, also jenes Dokument, welche die Bezeichnung Verfassung innehat, und welches mit der Bezeichnung Verfassung gemeint ist. Zur Feststellung des geltenden Verfassungsrechts genügt die Lektüre der Verfassung alleine jedoch nicht; sie wird durch verschiedene Verfassungsgesetze ergänzt, mit denen sie die Verfassung im weiteren Sinne, also die Gesamtheit aller Bestimmungen im Verfassungsrang, bildet.
Die in diesem Artikel verwendete Terminologie entspricht jener, welche in der Autonomen Provinz Bozen für die deutschsprachige Beschreibung der italienischen Rechtsordnung verwendet wird.

## Entstehungsgeschichte
Vorgänger der Verfassung der Italienischen Republik war das Statuto Albertino, eine im März 1848 im Königreich Sardinien-Piemont oktroyierte Verfassung, die 1861 im Zuge der Einigung Italiens die Verfassung des aus Sardinien-Piemont hervorgegangenen Königreichs Italien wurde.
Nach der Machtübernahme der Faschisten wurde das Statuto Albertino ab 1925 schrittweise in weiten Teilen de facto ausgehöhlt oder ganz außer Kraft gesetzt. Mit dem Sturz Mussolinis begann am 25. Juli 1943 eine Übergangszeit, in der das Statuto Albertino zwar formal seine Gültigkeit behielt, mangels gewählter Volksvertreter jedoch weiterhin in fundamentalen Bereichen außer Kraft blieb. König und Regierung erließen verschiedene Gesetze und Dekrete, die grundlegende staatliche Befugnisse und Funktionen vorübergehend regelten. Diese erste Übergangsphase dauerte bis zum 2. Juni 1946, als in einem Referendum über die zukünftige Staatsform abgestimmt wurde und gleichzeitig Wahlen zu einer Verfassunggebenden Versammlung stattfanden. In der zweiten Übergangsphase bis zum Inkrafttreten der neuen republikanischen Verfassung richtete man sich nach den Grundsätzen des Statuto Albertino und an der früheren liberalen parlamentarischen Tradition aus.
Innerhalb der 556 Abgeordnete zählenden Assemblea Costituente wurde der sogenannte „Ausschuss der 75“ gebildet, der den Verfassungsentwurf bis zum 1. Februar 1947 ausarbeitete. Danach beriet das Plenum der Verfassunggebenden Versammlung den Entwurf etliche Monate und verabschiedete die neue republikanische Verfassung am 22. Dezember 1947. Am folgenden 27. Dezember wurde sie in der Bibliothek des Palazzo Giustiniani in Rom vom vorläufigen Staatsoberhaupt Enrico De Nicola unterschrieben und vom Präsidenten der Verfassunggebenden Versammlung, Umberto Terracini, von Ministerpräsident Alcide De Gasperi und vom Justizminister Giuseppe Grassi gegengezeichnet. Die Verfassung wurde noch am selben Tag verkündet; hierzu wurde eine Sonderausgabe des Amtsblatts der Republik herausgegeben.
Die am 1. Januar 1948 in Kraft getretene Verfassung der Italienischen Republik ist geprägt durch einen Kompromisscharakter, der aus der unmittelbaren Nachkriegsgeschichte herrührt: Aus der Erfahrung des gemeinsamen Widerstandskampfes gegen den Faschismus (Resistenza) entschlossen sich die im Nationalen Befreiungskomitee zusammengeschlossenen antifaschistischen (liberale, sozialistische, kommunistische und katholisch geprägte) Parteien, gemeinsam die neue Verfassung auszuarbeiten. Daher finden sich im Verfassungstext einzelne Elemente, die mehr oder weniger klar den jeweiligen politischen Gruppierungen zuzuordnen sind.
Besonderheiten der italienischen Verfassung sind
- die zentrale Rolle, die dem Parlament mit seinem symmetrischen Zweikammersystem zugestanden wird,
- die vergleichsweise geringen formalen Einflussmöglichkeiten des Ministerpräsidenten,
- die starke Betonung plebiszitärer Elemente (Verfassungsänderungen müssen eventuell durch Referendum bestätigt werden, außerdem besteht für die Bürger die Möglichkeit, von Volksabstimmungen und Gesetzesinitiative Gebrauch zu machen),
- der mächtige Verfassungsgerichtshof und
- die Dezentralisierung im Zuge späterer Reformen.

## Gliederung und Inhalt
Die Verfassung besteht aus den grundlegenden Rechtssätzen, dem Ersten Teil, welcher im Wesentlichen Rechte und Pflichten der Bürger enthält, den zweiten Teil, der sich dem Staatsaufbau widmet, sowie den Übergangs- und Schlussbestimmungen, welche zur Zeit der Verfassungsgebung aufgeworfene Lücken schließen sollte. Sie enthält insgesamt 139 Artikel, von denen fünf ersatzlos abgeschafft worden sind, nämlich die Artikel 115, 124, 128, 129 und 130.
Der erste und der zweite Teil werden weiter in Titel untergliedert. Im zweiten Teil werden die Titel, ob des Umfangs der Regelungen, weiter in Abschnitte gegliedert. Die Artikel der Übergangs- und Schlussbestimmungen werden nicht durch arabische, sondern römische Ziffern gelistet, um den Unterschied zu den restlichen Verfassungsbestimmungen zu verdeutlichen.

### Grundlegende Rechtssätze
Die ersten 12 Artikel der Verfassung legen grundsätzliche Prinzipien der staatlichen Ordnung fest. Die Erkenntnisse des Verfassungsgerichtshofes haben ergeben, dass auch durch Verfassungsänderungen der Wesenskern (nucleo essenziale) dieser Prinzipien nicht eingerissen werden dürfe; die hier zu Grunde gelegten Prinzipien stellen einen essenziellen Teil des Gesamtkonzeptes der Verfassung dar, so dass diese auch nur ohne eines dieser Prinzipien ihre Legitimation und Bedeutung verlieren würde.
Eine Präambel fehlt; allerdings lässt sich Artikel 1, welcher in einem feierlichen Ton gehalten ist, als solche verstehen:

„L’Italia è una Repubblica democratica, fondata sul lavoro.
La sovranità appartiene al popolo, che la esercita nelle forme e nei limiti della Costituzione.“

„Italien ist eine demokratische, auf die Arbeit gegründete Republik.
Die oberste Staatsgewalt steht dem Volke zu, das sie in den Formen und innerhalb der Grenzen der Verfassung ausübt.“

Diese Rechtssätze am Anfang lassen sich (abgesehen von Artikel 12, welcher lediglich die Gestalt der Flagge der Republik festlegt) als leges generales begreifen: alle in der Verfassung folgenden Bestimmungen lassen sich durch mehr oder weniger extensive Interpretation als leges speciales von diesen Rechtssätzen ableiten, weswegen erstere bei Auslegung der Verfassung und Erzeugung neuer Rechtsnormen umfassend zu beachten sind.
Genannter Artikel 1 sieht das demokratische Prinzip vor; die Souveränität gehöre dem Volke, allerdings sei es in ihrer Ausübung an die Verfassung als gemeinsame Regeln gebunden, was u. a. ein Bekenntnis zur repräsentativen Demokratie, ergänzt durch vereinzelte Elemente direkter Demokratie, ist. Ebenfalls wird hier die Staatsform der Republik festgelegt, für welche sich die Italiener in einem Referendum 1946 entschieden hatten. Das steht in enger Verbindung mit Artikel 139, der vorsieht, dass innerhalb der bestehenden Verfassungsordnung die Staatsform nicht geändert werden darf.
Das Prinzip der auf die Arbeit gegründeten Republik (italienisch Repubblica fondata sul lavoro) ist eindeutig eine Formulierung, welche sich auf die in der Verfassungsgebenden Versammlung vertretenen sozialistischen und kommunistischen Parteien zurückführen lässt. Trotz der eindeutigen Natur ist es lediglich ein Kompromiss mit der konservativen Democrazia Cristiana, wollten einige Kräfte doch eine Republik der Werktätigen (italienisch Repubblica degli operai) ausrufen.
Artikel 2 erkennt die unveräußerlichen Menschenrechte an. Das betrifft sowohl die Rechte der Einzelperson als auch von Gruppen von Personen (u. U. auch juristische Personen). Gleichwohl werden politische, wirtschaftliche und soziale Solidarität eingefordert. Gemäß Rechtslehre lassen sich aus diesem Artikel zwei Prinzipien ableiten:
- das liberale Prinzip ist folgendermaßen zu verstehen, als dass dem Staat bei seinem Handeln Grenzen in Form der Grundrechte gesetzt sind; gleichzeitig hat die Republik die Aufgabe, Verletzungen der Menschenrechte nicht nur zu unterlassen, sondern sie auch zu verhindern.
- das pluralistische Prinzip sieht Schutz und Anerkennung der verschiedenen Gemeinschaften und Gruppierungen vor, die das soziale Leben gestalten; allerdings haben Personenvereinigungen den verfassungsmäßig festgelegten Formen zu entsprechen.
- das Prinzip der Solidarität ist lex generalis für einige im weiteren Verlauf festgelegte verfassungsmäßige Pflichten: so die Pflicht der Eltern, ihre Kinder zu erziehen, die Pflicht der Staatsbürger, treu zur Rechtsordnung zu stehen, sowie (als klarerweise weitaus profanere Pflicht) durch Steuern zum Erhalt des Gemeinwesens beizutragen.

In Artikel 3 wird das Gleichheitsprinzip festgelegt. Es sei zu beachten, dass im Artikel zwar von Staatsbürgern (italienisch cittadini) die Rede ist, aber durch Erkenntnisse festgestellt wurde, dass diese Bestimmungen nicht auf sie beschränkt werden können und auch Fremde und Staatenlose unter den Begriff fallen.
In den zwei Absätzen werden die verschiedenen Dimensionen der Gleichheit behandelt:
- Absatz 1 sieht sie formelle oder juristische Gleichheit vor. Alle Staatsbürger sind vor dem Gesetz gleich, unbeachtet jedweder Unterschiede. Dieser Grundsatz entspricht dem klassischen liberalen und rechtsstaatlichen Gedankengut, nach dem Stand, Religion, Volkszugehörigkeit, Geschlecht usw. keine Auswirkungen auf die Behandlung durch die öffentliche Gewalt haben sollen. Hier zugrunde gelegt ist also das Prinzip des Rechtsstaats.
- Absatz 2 ist in Zusammenhang mit der Industrialisierung zu sehen, welche Europa ab Ende des 18. Jahrhunderts (und Italien leicht verspätet) erfasste. Die Bemühungen der Arbeiterbewegung hatten offenkundig gemacht, dass formelle Gleichheit zwar ein wichtiger Schritt ist, jedoch an Bedeutung verliert, wenn in der Realität Unterschiede zwischen den Menschen bestehen, welche von den (z. B. wirtschaftlich, physisch oder psychisch) unterlegenen Akteuren so vorgefunden werden und von ihnen ohne begünstigende Umstände nicht wettgemacht werden können. Für die Verwirklichung der materiellen bzw. tatsächlichen Gleichheit soll die Republik alle Schranken einreißen, welche die volle Entfaltung der menschlichen Person und die wirksame Teilhabe aller Arbeiter (auch hier sind de facto alle Menschen gemeint) verhindern. Dies ist das Prinzip des sozialen Wohlfahrts- und Interventionsstaates.

Artikel 4 ergänzt die Bestimmung zur auf die Arbeit gegründeten Republik des Artikel 1 und verankert das Recht auf Arbeit. Das ist eine programmatische Bestimmung für die Innehaber der Staatsgewalt, wirtschaftliche Entwicklung und Vollbeschäftigung zu fördern. Die Pflicht zur Arbeit in dessen Absatz 2 ist eher als Soll-Bestimmung zu sehen; Arbeitszwang würde im Gegensatz zu allen anderen liberalen Prinzipien stehen.
Artikel 5 geht in das Staatsorganisationsrecht über. Italien ist demnach ein republikanischer Einheitsstaat; eine Teilung des Staates oder Sezession von Gebieten ist verfassungsrechtlich verboten. Ob eine eventuelle Umwandlung Italiens in einen Bundesstaat (was seit Jahrzehnten diskutiert, aber kaum in Aussicht ist) lediglich eine Änderung dieses Artikels oder eine komplett neue Verfassung erfordern würde, ist umstritten. Jedenfalls wird neben dem Prinzip der Einheit gleichzeitig das der Verschiedenheit festgelegt. Lokale Gebietskörperschaften sollen umfassend begünstigt werden, alle Verwaltung, welche dem Staat angehört, soll dezentralisiert werden.
Auf dem Gebiet der Republik leben nicht nur die Italiener als Angehörige des Staatsvolkes (genau betrachtet ist sogar dieses eine Fiktion): neben den italienischen Dialekten, von denen manche (nicht zu Unrecht) die Anerkennung als eigene Sprache fordern, werden in Italien Sprachen gesprochen, welche die Sprecher zweifellos von der Mehrheitsbevölkerung abgrenzen. Es sind das die bairischen Dialekte und das Ladinische in Südtirol und dem Trentino, das Slowenische in der Region Friaul-Julisch Venetien, das Französische im Aostatal und das Katalanische auf Sardinien.
Artikel 6 nach verdienen diese Minderheiten Schutz durch besondere Bestimmungen, wenn auch im weiteren Verlauf der Verfassung undefiniert bleibt, wie solch ein Schutz auszusehen habe. Jedenfalls sind zumindest die hier erwähnten Sprachminderheiten in den Genuss der weitreichenden Selbstverwaltung gekommen, indem ihre Regionen Sonderstatut erhalten haben, welche besondere Selbstverwaltungs- und Entscheidungsmöglichkeiten vorsehen und durch ihren Verfassungsrang besondere Bestandskraft besitzen. Von dem her bildet Artikel 6 die lex generalis für die Sonderstatute. Bekannteste Form der Autonomie ist im deutschsprachigen Raum freilich die Südtiroler Autonomie.
Artikel 7 behandelt die Beziehungen zur römisch-katholischen Kirche, welcher 1948 und auch heute noch der Großteil der Italiener gleich welcher Ethnie angehört. Sie wurden durch die vom faschistischen Regime abgeschlossenen Lateranverträge 1929 normalisiert und in der Zeit der Republik nicht revidiert, sondern in den Bestand der Verträge aufgenommen und durch Artikel 7 verfassungsrechtlich festgeschrieben. Sie stehen allerdings explizit nicht im Verfassungsrang. Weiter wird dem Staat sowie der katholischen Kirche zuerkannt, in ihrem jeweils eigenen Ordnungsbereich unabhängig und souverän zu sein; die Verfassungsordnung ist trotzdem durch die Kirche zu beachten. Dies ist ein Bekenntnis zur Trennung von Kirche und Staat.
Genau betrachtet privilegiert die Bestimmung die katholische Kirche, da sie als einzige Religionsgemeinschaft, ja sogar als einzige freiwillige Gemeinschaft überhaupt, explizit in den grundlegenden Rechtssätzen der Verfassung erwähnt wird. Allerdings ist das ob der noch stärkeren Bedeutung des Katholizismus, welcher dieser 1948 noch innehatte, mehr als verständlich.
Artikel 8 revidiert jeden Anschein von Privilegierung der katholischen Kirche. Er stellt alle religiösen Bekenntnisse gleich und gibt auch den nicht-katholischen Religionsgemeinschaften das Recht, ihren Aufbau selbst zu regeln, soweit er nicht der Verfassung zuwider ist. Die Republik habe außerdem die Aufgabe, ihre Beziehungen zu den Gemeinschaften durch Gesetz unter der Beteiligung von legitimen Vertretern zu regeln.
Artikel 9 widmet sich dem Schutz von Wissenschaft und Kultur im ersten Absatz. Die Verfassung geht im I. Teil noch ausführlicher darauf ein. Beachtung verdient die Bestimmung im zweiten Absatz, dass auch die Landschaft zu schützen sei. Besonders in jüngerer Zeit, in der Umweltbelastungen in den Fokus von Öffentlichkeit und Rechtslehre rücken, hat der Verfassungsgerichtshof der Bestimmung einen weitumfassenden Wert zugestanden, weshalb der Schutz der Umwelt nun im Verfassungsrang steht. Dadurch wird auch das künstlerische und historische Vermögen der Republik erwähnt; das ist für Italien besonders relevant, da es über Jahrtausende gesamteuropäisches Zentrum von Kunst und Kultur ist, und somit die Bewahrung der vergangenen Errungenschaften wesentlich für die Identität des Staates ist.
Artikel 10 hebt nach dem desaströsen Zweiten Weltkrieg sowie der brutalen faschistischen Diktatur das Völkergewohnheitsrecht in den Verfassungsrang. Die Verfassungsgebende Versammlung hatte das umfassende Bekenntnis zum modernen Völkerrecht, zum Frieden und der internationalen Kooperation im Sinne. Die italienische Verfassung musste sich entsprechend anzupassen (vorbehaltlich der Grundprinzipien der Verfassungsordnung). Sind die Völkergewohnheitsrechtsnormen nicht unmittelbar anwendbar, sind sie von der Republik umzusetzen. Ebenfalls werden die Ausländer geschützt, indem ihre Rechtsstellung in Gemeinschaft mit anderen Staaten, und nicht unilateral, geregelt wird. Der dritte Absatz sieht ein Asylrecht für jene Ausländer vor, welche in ihrem Heimatland in der Ausübung jener Rechte behindert werden, welche die italienische Verfassung für ihre Bürger vorsieht. Auslieferung dürfen nicht wegen politischen Verbrechen geschehen, ausgenommen Völkermord.
Artikel 11 gibt im ersten Halbsatz ein feierliches Bekenntnis ab, das Angriffskriegsverbot der UN-Charta zu beachten und internationale Streitigkeiten nicht durch Gewalt zu lösen. Der zweite Halbsatz enthält eine Bestimmung, welche für die weitere Entwicklung der italienischen Rechtsordnung außerordentlich relevant ist: nämlich wird der Republik die verfassungsrechtliche Möglichkeit eingeräumt, gewisse Teile ihrer Hoheitsrechte abzugeben und einer Organisation anzuvertrauen, welche den Frieden sowie die Gerechtigkeit unter den Völkern fördert; außerdem solle die Republik diese Organisationen umfassend fördern. War dieser Artikel für eine beschränkte Abgabe von Souveränität an die UNO gedacht (vielleicht sahen manche Mitglieder der Verfassungsgebenden Versammlung in ihr eine zukünftige Weltregierung), hat er im Hinblick auf die europäische Integration fast prophetischen Inhalt: sie wurde durch eine extensive Auslegung dieses Artikels legitimiert. Wie in der Bundesrepublik Deutschland, welche erst 1992 anlässlich des Vertrages von Maastricht die Europäische Union im Grundgesetz erwähnte, hat es auch in Italien lange Zeit gedauert, bis die lex generalis in Artikel 11 endlich entlastet werden konnte. Das geschah durch die Neufassung des Artikels 117, welcher nun gemeinsam mit anderen Bestimmungen die Europäische Union bzw. die Europäischen Gemeinschaften ausdrücklich erwähnt.
Artikel 12 hebt die Gestalt der Flagge der Republik in Verfassungsrang:

„La bandiera della Repubblica e`il tricolore italiano: verde, bianco e rosso, a tre bande verticalidi eguali dimensioni.“

„Die Flagge der Republik ist die italienische Trikolore: grün, weiß und rot, in drei senkrechten Streifen von gleichem Ausmaß.“

### Erster Teil: Rechte und Pflichten der Staatsbürger (Art. 13–54)
Der Erste Teil enthält die liberalen, politischen und sozialen Grundrechte sowie die Pflichten der Bürger (italienisch diritti e doveri dei cittadini).

#### Titel II: Gesellschaftliche Beziehungen (Rapporti etico-sociali)
Die Artikel 29 bis 34 (Titel II) umfassen den Schutz von Ehe und Familie, der Gesundheit, der Kunst, der Wissenschaften und die Grundsätze des Bildungswesens.

#### Titel III: Wirtschaftliche Beziehungen (Rapporti economici)
Die Artikel 35 bis 47 (Titel III) regelt die Bereiche der wirtschaftlichen Aktivität. Es ist bemerkenswert, welcher geringe Stellenwert dem privaten Unternehmertum geschenkt wird. Während zuerst Regelungen über den Schutz der Arbeitnehmer, der arbeitenden Frauen und der Arbeitsunfähigen sowie der gewerkschaftlichen Aktivitäten und des Streikrechts aufgeführt werden, werden die privaten Unternehmen lediglich im Artikel 41 mit den Worten „Die Privatinitiative in der Wirtschaft ist frei“ erwähnt. Das Privateigentum unterliegt wie in Deutschland der Sozialpflichtigkeit. Es folgen Regelungen über Enteignungen, die Förderung des Genossenschaftswesens, die betriebliche Mitbestimmung sowie die private Vermögensbildung und das Kreditwesen.

#### Titel IV: Politische Beziehungen (Rapporti politici)
Die Artikel 48 bis 54 (Titel IV) definieren die grundsätzlichen politischen Rechte und Pflichten der Bürger, darunter das Wahlrecht, das Petitionsrecht etc. Erwähnenswert sind die Bestimmungen zur die Wehrpflicht, welche dem Staatsbürger die Verteidigung des Vaterlandes als „heilige Pflicht“ überantworten. Weiter erwähnt werden die Steuerpflicht (mit der Pflicht der Einführung der progressiven Besteuerung) sowie die grundsätzliche Treuepflicht der Staatsbürger gegenüber der Republik, ihrer Verfassung und ihrer Gesetze.

### Zweiter Teil: Aufbau der Republik (Art. 55–139)
Die Bestimmungen über den Aufbau der Republik (Ordinamento della Repubblica) sind sowohl in der Anzahl ihrer Artikel, als auch in textlicher Hinsicht wesentlich umfangreicher als der Erste Teil. In ihr finden sich zum einen Regelungen zur Trennung der Staatsgewalt, zum Aufbau und den Aufgaben der Verfassungsorgane, welche diese übernehmen, sowie zu den eventuellen Hilfsorganen (horizontale Gewaltenteilung); zum anderen wird die Untergliederung der Republik in Gebietskörperschaften sowie deren Zuständigkeiten und ihre wechselseitigen Beziehungen definiert (vertikale Gewaltenteilung). Am Schluss finden sich Bestimmungen zur Verfassung und ihrer Bestandskraft selbst.

#### Titel I: Das Parlament (Il Parlamento)
Der Titel I (Artikel 55 bis 82) definiert das Parlament, bestehend aus Abgeordnetenkammer und Senat, sowie die Grundsätze deren Zusammensetzung, Wahl, Funktionsweise und das Gesetzgebungsverfahren einschließlich Volksabstimmungen. Das von der Verfassung vorgesehene Zweikammersystem mit der absoluten Gleichberechtigung der beiden Parlamentskammern stand mehrmals im Mittelpunkt von Verfassungsreformversuchen, zuletzt 2016.

#### Titel II: Der Präsident der Republik (Il Presidente della Repubblica)
Der Titel II (Artikel 83 bis 91) regelt die Wahl des Präsidenten der Republik und legt dessen Rechte und Pflichten fest. Er ist das Oberhaupt des Staates (bzw. der Republik) und verkörpert dessen Einheit. Er gehört somit keiner der Gewalten an; er besitzt in der Tat Zuständigkeiten in der Exekutive (Ernennung der Regierung), Legislative (Verkündung der Gesetze, suspensives Veto, Auflösung der Kammern) sowie Judikative (Begnadigung und Strafumwandlung), und soll als vermittelndes Organ dienen.

#### Titel III: Die Regierung (Il Governo)
Der Titel III mit den Artikeln 92 bis 100 umfasst die vom Präsidenten der Republik ernannte und vom Vertrauen der beiden Parlamentskammern abhängige Regierung, die Rechte und Pflichten des Ministerratspräsidenten, der Minister und des Ministerrats, die Grundsätze der öffentlichen Verwaltung sowie die Definition und die Aufgaben der sogenannten Hilfsorgane der Republik: des Nationalen Wirtschafts- und Arbeitsrat, des Staatsrates und des Rechnungshofs. Die Regelungen zur Regierung sind relativ dürr; dies lässt sich auf eine tiefe Kontroverse in der verfassungsgebenden Versammlung, was z. B. die Stellung des Ministerpräsidenten angeht, zurückführen.

#### Titel IV: Das Gerichtswesen (La Magistratura)
Der Titel IV (Artikel 101 bis 113) legt die Grundsätze der Judikative fest, insbesondere die Aufgaben des Obersten Gerichtsrates (Consiglio superiore della Magistratura) als Selbstverwaltungsorgan der ordentlichen Gerichtsbarkeit. Kennzeichen der italienischen Rechtsordnung ist die große Unabhängigkeit, welche der Gerichtsbarkeit zugestanden wird, und dass die Staatsanwälte dieser unabhängigen Gewalt angehören; sie sind also nicht weisungsgebunden wie etwa in Deutschland.

#### Titel V: Die Regionen, die Provinzen und die Gemeinden (Le Regioni, le Province, i Communi)
Der Titel V (Artikel 114 bis 133) ist spätestens seit der Umgestaltung durch das Verfassungsgesetz 3/2001 der an Text umfangreichste Teil der Verfassung. Die Verfassungsreform hatte den Anspruch, föderalistische (bundesstaatliche) und Elemente des Subsidiaritätsprinzips in die Verfassungsordnung zu tragen, nachdem einerseits die italienische Verfassung seit Erlass in diesem Bereich keiner Reform mehr unterzogen wurde, und andererseits die Rufe nach weitgehender Autonomie besonders im reichen Norden Italiens lauter wurden. Anzeichen dafür sind das sog. „Enumerationsprinzip“ bei der Aufteilung der Gesetzgebungsbefugnis (es werden die Befugnisse des Staates aufgelistet; alles andere fällt den Regionen anheim) (Art. 117 Abs. 4) sowie die theoretisch starke Rolle der Gemeinden, welchen prinzipiell alle Verwaltungsbefugnisse zustehen (Art. 118 Abs. 1 Halbsatz 1).
Es wird die Unterteilung der Republik in Gebietskörperschaften festgelegt, welche nach Art. 114 aus den Gemeinden, den Provinzen, den Metropolitanstädten (2001 eingeführt), den Regionen sowie dem Staat besteht. Regionen und Provinzen sind also keine Verwaltungsstufen des Staates mehr, sondern bilden mit ihm gemeinsam die Republik.
Die folgenden Bestimmung widmen sich der Auflistung aller Regionen sowie der Teilung der Befugnis der Gesetzgebung zwischen Staat und Regionen in Artikel 117. Als Neuerung wird im Titel V. die Europäische Union sowie die Schranken, welche diese den Gebietskörperschaften auferlegt, umfangreich erwähnt. Bis zu diesem Zeitpunkt gab es keine Verfassungsbestimmung, welche die Zugehörigkeit Italiens zur EU (bzw. den Europäischen Gemeinschaften) explizit geregelt hätte; vielmehr stützte sich diese auf eine extensive Interpretation des zweiten Halbsatzes des Artikels 11.
Detaillierter definiert werden die Rechte der Regionen, deren Organe und deren Funktionsweise, ebenfalls die Verfahrensweise zur Zusammenlegung bestehender oder der Bildung neuer Gemeinden, Provinzen oder Regionen.

#### Titel VI: Verfassungsgarantien (Garanzie costituzionali)
Der Titel VI (Artikel 134 bis 139) definiert in seinem Abschnitt I die Aufgaben und die Zusammensetzung des Verfassungsgerichts. Dieser ist hauptsächlich für die (abstrakte und konkrete) Normenkontrolle sowie Streitigkeiten zwischen Verfassungsorganen und Gebietskörperschaften (Befugniskonflikt) zuständig.
Abschnitt II bestimmt die Möglichkeiten, die Verfassung zu ändern. Es gibt zwei Wege, die Verfassung zu ändern: Einmal durch jeweils eine Abstimmung in Kammer und Senat mit Zwei-Drittel-Mehrheit. Damit ist die Verfassungsänderung rechtsgültig. Es gibt dann keine Einspruchsmöglichkeit. Zweitens durch Mehrheitsentscheidungen im Parlament, mit Einspruchsmöglichkeit (Antrag auf Volksentscheid) und nachfolgender Volksabstimmung. Bei dieser zweiten Möglichkeit müssen Kammer und Senat jeweils zweimal abstimmen. Zum Ersten muss die Verfassungsänderung mit relativer Mehrheit in beiden Kammern angenommen werden. Zum Zweiten muss die Verfassungsänderung nach frühestens drei Monaten noch einmal von beiden Kammern mit absoluter Mehrheit bestätigt werden. Wenn dann ein Fünftel der Abgeordneten oder Senatoren oder 500.000 Wahlberechtigte oder fünf Regionalparlamente es verlangen, wird eine Volksabstimmung erforderlich. In diesem Plebiszit ist die Verfassungsänderung dann bestätigt, wenn die Mehrheit der gültigen Stimmen zustimmt. Andernfalls wird sie verworfen.
Artikel 139 legt Verfassungsänderungen eine explizite Schranke auf: die Änderung der Staatsform (Republik) kann nicht Gegenstand hierfür sein. Da sich die Bürger Italiens in einem Referendum 1946 mehrheitlich gegen die Beibehaltung der Monarchie entschieden hatten, wurde die Legitimation der Staatsform als so ausreichend angesehen, dass sie überhaupt nicht mehr abgeändert werden dürfe. Artikel 139 ist in Zusammenhang mit den Übergangsbestimmung XIII. und XIV. zu sehen.

### Übergangs- und Schlussbestimmungen
Die 18 Übergangs- und Schlussbestimmungen sind heute weitgehend bedeutungslos. Sie betrafen unter anderem Titel und Wahl des Staatspräsidenten, die Zusammensetzung des Senats, die Regionen, das Verbot der Wiedergründung der faschistischen Partei, die Enteignung des Königshauses Savoyen und die Aufhebung der Adelstitel. Im Jahr 2002 wurde eine Bestimmung aufgehoben, die den Mitgliedern des Hauses Savoyen das Wahlrecht und die Übernahme öffentlicher Ämter verwehrte und den ehemaligen Monarchen und ihren männlichen Nachkommen die Rückkehr nach Italien untersagte.

## Verfassungsgesetze
Verfassungsgesetze dienen nicht nur der Änderung, sondern auch der Ergänzung oder Ausführung der Verfassung. Es besteht also kein Inkorporierungsgebot wie in der Bundesrepublik Deutschland: das Grundgesetz kann nur durch Gesetze geändert werden, welche den Wortlaut desselben ändern oder ergänzen. Alle Bestimmungen im Verfassungsrang des Bundes finden sich somit im Grundgesetz wieder. Allerdings hat das Fehlen dieses Gebots nicht zu einer solchen Zersplitterung geführt wie im österreichischen Verfassungsrecht.
Verfassungsänderungsgesetze ändern den Textes der Verfassung selbst. Die ersten ergänzenden Gesetze wurden teilweise schon von der Verfassungsgebenden Versammlung im Jahre 1948 erlassen, ein Beispiel dafür sind die Sonderstatute, welche einige Regionen ob verschiedener Gründe besitzen. Ansonsten kann das Parlament zum Mittel des Verfassungsgesetzes greifen, wenn es eine Materie für außergewöhnlich bedeutend hält und daher die oben genannten erschwerten Bedingungen für eine Verfassungsänderung gelten sollen. Ausführende Verfassungsgesetze füllen einen Verfassungsgesetzvorbehalt aus, welcher in der Verfassung vorgesehen ist. So können wichtige Angelegenheiten, die die Rechtsprechung und Stellung der Richter am Verfassungsgerichtshof betreffen, nur durch Verfassungsgesetze geregelt werden (Art. 137 Abs. 1).
Die Verfassung sowie die ergänzenden und ausführenden Verfassungsgesetze bilden somit die gesamte formelle Verfassung der Italienischen Republik.

## Entwicklung der Verfassung seit 1948
- 1963: Feste Anzahl von 630 Abgeordneten und 315 Senatoren statt variable Zahl der Sitze, Legislaturperiode für beide Kammern einheitlich auf fünf Jahre festgelegt, Region Molise in der Verfassung verankert
- 1967: Amtszeit der Verfassungsrichter von zwölf auf neun Jahre verringert, kleinere Änderungen betreffend das Verfassungsgericht
- 1989: Ministeranklage nach Parlamentsgenehmigung vor ordentlicher Gerichtsbarkeit
- 1991: Parlamentsauflösungsrecht des Staatspräsidenten gegen Ende seiner Amtszeit (sog. „weißes Semester“)
- 1992: Erschwertes Verfahren für Amnestie und Gnadenbefugnis
- 1993: Begrenzung der parlamentarischen Immunität
- 1999: Mögliche Direktwahl der Präsidenten der Regionen, Rechte der Regionen, Prozessrecht
- 2000: Wahlrecht für Auslandsitaliener
- 2001: Parlamentarische Vertretung der Auslandsitaliener, Rechte der Regionen
- 2002: Aufhebung des „Savoyerverbotes“
- 2003: Förderung der Gleichberechtigung zwischen Mann und Frau
- 2007: Abschaffung der (nur in Kriegszeiten vorgesehenen) Todesstrafe
- 2012: Haushaltsausgleich, „Schuldenbremse“
- 2020: Reduzierung der Anzahl der Abgeordneten und Senatoren um 37 %

Im Laufe der Zeit wurden auch Verfassungsgesetze geändert, in einigen Fällen im Zug oben genannter Verfassungsänderungen.